# نخواندن سرود ملی ایران توسط بازیکنان
نخواندن سرود ملی ایران توسط بازیکنان حرکتی اعتراضی در همراهی با خیزش ۱۴۰۱ ایران توسط جمعی از ورزشکاران در بازی‌های ملی است.

## رویدادها
با شروع خیزش ۱۴۰۱ ایران تیم های ملی فوتبال، واترپلو، فوتبال ساحلی و تیم فوتسال زنان ایران، به نشانه حمایت از معترضان از خواندن سرود جمهوری اسلامی ایران سر باز زدند.
- ملی‌پوشان بسکتبال عصر جمعه در تهران مقابل چین به میدان رفت اما هنگام پخش سرود ملی جمهوری اسلامی سکوت کردند.[۳]
- تیم ملی واترپلو مردان ایران که روز سه‌شنبه در بانکوک و در نخستین دیدار خود در قالب مسابقات قهرمانی آسیا برابر تیم مردان هند قرار گرفته بود در مراسم رسمی پیش از آغاز مسابقه و به هنگام پخش سرود با آن همخوانی نکرد تا به این ترتیب همراهی خود با معترضان را به نمایش بگذارد.[۴][۵]
- بازیکنان تیم ملی فوتبال ایران به جز مهدی ترابی و وحید امیری و آریا برزگر در بازی دوستانه با تیم نیکاراگوئه در ورزشگاه آزادی، به نشانه حمایت از اعتراضات، از خواندن سرود جمهوری اسلامی امتناع کردند.[۶][۷] همچنین محمد حسین کنعانی زادگان و مرتضی پور علی گنجی هم زیر لبانشان سرود ملی را زمزمه می‌کردند. از میان ۱۱ بازیکن تیم ملی فوتبال مردان ایران که عصر پنجشنبه ۱۹ آبان‌ماه ۱۴۰۱ در دیداری دوستانه در ورزشگاه آزادی تهران برابر تیم ملی نیکاراگوئه به میدان رفته بودند، ۶ نفر در مراسم آغاز رقابت، با سرود جمهوری اسلامی همخوانی نکردند تا به این ترتیب، سرشناس‌ترین تیم ملی ورزش ایران هم همراهی خود با معترضان را علناً و در قلب پایتخت نشان دهد. در این مسابقه وحید امیری و مهدی ترابی و آریا برزگر و محمد حسین کنعانی زادگان و مرتضی پور علی گنجی بودند که در تصاویر زنده مسابقه مشغول همخوانی با سرود جمهوری اسلامی هستند و بقیه بازیکنان ساکت و با چهره‌های جدی فقط ایستاده‌اند. با این حال، مهدی ترابی که پیش‌تر هم همچون وحید امیری برای حمایت از علی خامنه‌ای، رهبر جمهوری اسلامی، مورد انتقاد و همچنین مورد تحسین وسیع قرار گرفته بود، بعد از به ثمر رساندن تنها گل این مسابقه، شادی خاصی نکرد و تنها در آغوش دو هم‌تیمی خود قرار گرفت.[۸]

- در اولین مسابقه تیم ملی فوتبال ایران در جام جهانی۲۰۲۲ قطر برابر تیم ملی فوتبال انگلستان هیچ یک از بازیکنان تیم ملی فوتبال ایران سرود جمهوری اسلامی را نخواندند.[۹] همه ۱۱ بازیکن تیم ملی ایران، در حالی که این سرود در استادیوم بین المللی خلیفه قطر پخش می شد، ساکت بودند و از همراهی با خواندن آن خودداری کردند. این نخستین بار بود که حتی یک بازیکن از تیم ملی فوتبال ایران هم سرود جمهوری اسلامی ایران را نمی‌خواند.[۱۰] صدا و سیمای جمهوری اسلامی ایران، نخواندن سرود توسط بازیکنان تیم ملی ایران را سانسور کرد و تصاویر دیگری نشان داد.[۹]

- بازیکنان تیم ملی فوتسال زنان ایران در بازی فینال برابر ازبکستان در رقابت های کافا ۲۰۲۳، سرود جمهوری اسلامی را نخواندند.[۱۱] حرکتی اعتراضی که خشم مقامات جمهوری اسلامی ایران را به همراه داشت تا جایی که ملی پوشان را وادار کردند، به محض ورود به ایران، روی پله های فرودگاه، به اجبار این سرود را بخوانند. [۱۲][۱۳]

- فرزانه فصیحی دونده و عضو تیم ملی دو و میدانی زنان ایران، در رقابت های دوومیدانی داخل سالن قهرمانی آسیا ۲۰۲۳ آستانه، بعد از آن که به مدال طلا رسید، بدون پرچم جمهوری اسلامی ایران روی سکو رفت و سرود جمهوری اسلامی را نخواند. او مدال قهرمانی‌اش را به مردم ایران تقدیم کرد و روی سکو اشک ریخت.[۱۴]
- روز جمعه ۲۰ آبان ۱۴۰۱ اعضای تیم ملی والیبال نشسته ایران با سکوت خود به هنگام پخش سرود جمهوری اسلامی اعتراض کردند.[۱۵]

## واکنش‌ها
- سید مهدی قریشی، نماینده ولی فقیه در آذربایجان غربی در خطبه‌ها نمازجمعه اعلام کرد: «ورزشکاران و کسانی که هویت ایرانی و اسلامی، حرمت پرچم و سرود ملی را زیر پا می‌گذارد، نماینده کشور نیستند؛ لذا مسئولان باید با چنین افراد خودفروخته برخورد کنند»[۱۶]